# Sølyst (Jyderup)
 For alternative betydninger, se Sølyst. (Se også artikler, som begynder med Sølyst)
Sølyst er et tidligere jagtslot ved Skarresø ved Jyderup, som i dag ejes af Træningsskolens Arbejdsmarkedsuddannelser (TAMU), som vil ombygge og bruge det som uddannelsessted og kostskole.

## Historie
Sølyst blev opført i 1856 af kammerråd Jens Henrik Jespersen og er tegnet af arkitekt Vilhelm Tvede. I 1865 blev Sølyst opkøbt af Grevskabet Lerchenborg som jagtslot. Efter lensgreve Christian Albrecht Lerches død i 1885 blev Sølyst enkesæde for lensgrevinden Cornelia Emma Sophie Louise Tillisch, som med to af ægteparrets ugifte døtre, komtesserne Agnes Henriette Flemmine Emma Lerche og Cornelie "Lily" Lerche bosatte sig på slottet i 1888.
I 1941 blev Sølyst solgt til Socialministeriet, som oprettede et hjem for enlige kvinder samt mødre med børn i bygningerne. I 1952 blev det ændret til et børnehjem, der fra 1977 til 1987 blev drevet af det daværende Vestsjællands Amt. I 1991 blev Sølyst købt af Tornved Kommune, og ved kommunesammenlægningen i 2007 overgik ejerskabet til Holbæk Kommune.
I 2012 blev Jyderup Højskole grundlagt på Sølyst. Højskolen, som også udgjorde et lokalt kulturcenter, købte via Fonden Sølyst i 2019 slottet og de tilstødende bygninger af Holbæk Kommune. Højskolen lukkede dog på grund af økonomiske udfordringer i 2022, hvorefter fonden udlejede Sølyst tilbage til kommunen til indkvartering af ukrainske flygtninge. 
I 2024 købte TAMU Sølyst med planer om at bruge det som uddannelsessted.